# Liste der Stolpersteine in Oederan
Die Liste der Stolpersteine in Oederan enthält sämtliche Stolpersteine, die im Rahmen des gleichnamigen Kunst-Projektes von Gunter Demnig in Oederan im Landkreis Mittelsachsen verlegt wurden.

## Hintergrund
Mit diesen Gedenksteinen soll Opfern des Nationalsozialismus gedacht werden, die in Oederan lebten und wirkten. Am 5. August 2014 wurden vier Stolpersteine an einem Standort verlegt. Die Initiative dazu ging vom Verein „Initiative für Demokratie ohne Extremismus Mittelsachsen“ aus.

## Liste der Stolpersteine in Oederan
Zusammengefasste Adressen zeigen an, dass mehrere Stolpersteine an einem Ort verlegt wurden. Die Tabelle ist teilweise sortierbar; die Grundsortierung erfolgt alphabetisch nach der Adresse. Die Spalte Person, Inschrift wird nach dem Namen der Person alphabetisch sortiert.
| Bild | Adresse                   | Verlegedatum | Person, Inschrift | Kurzvita / Anmerkungen |
| ---- | ------------------------- | ------------ | --- | ---------------------- |
|      | Große Kirchgasse 6 (Lage) | 5. Aug. 2014 | Hier wohnte Julius Motulsky Jg. 1875 unfreiwillig verzogen 1939 Chemnitz deportiert 1942 Belzyce ermordet                                 |                        |
|      | Große Kirchgasse 6 (Lage) | 5. Aug. 2014 | Hier wohnte Jenny Motulsky Jg. 1876 unfreiwillig verzogen 1939 Chemnitz deportiert 1942 Belzyce ermordet                                  |                        |
|      | Große Kirchgasse 6 (Lage) | 5. Aug. 2014 | Hier wohnte Siegfried Motulsky Jg. 1902 ‘Schutzhaft‘ 1938 Buchenwald unfreiwillig verzogen 1939 Chemnitz deportiert 1942 Belzyce ermordet |                        |
|      | Große Kirchgasse 6 (Lage) | 5. Aug. 2014 | Hier wohnte Erna Motulsky Jg. 1905 unfreiwillig verzogen 1939 Chemnitz deportiert 1942 Belzyce ermordet                                   |                        |